# Yasuka Saito
Yasuka Saitoh (齋藤 ヤスカ, Saitō Yasuka, nascida em 29 de Junho de 1987) é um ator e modelo japonês. Ele é conhecido pelos papéis de Masumi Inou na série de tokusatsu Go Go Sentai Boukenger, Byakko no live action de Fūma no Kojirō e Tachibana Miyako no drama Ai no Kotodama.

## Trabalhos

### Televisão
- Hana Yori Dango (TBS, 2005, episódio 1)
- GoGo Sentai Boukenger como Masumi Inou/Bouken Black (TV Asahi, 2006/2007)
- Fuuma no Kojirou Live Action como Byakko (TV Tokyo, 2007)

### Cinema
- The Prince of Tennis Live Action como Shinji Ibu (Animate, 2006)
- Mirrorman: REFLEX as Takashi (Tsuburaya, 2006)
- GoGo Sentai Boukenger The Movie: The Greatest Precious como Masumi Inou/Bouken Black (Toei, 2006)
- GoGo Sentai Boukenger vs. Super Sentai como Masumi Inou/Bouken Black (Toei, 2007)
- Juuken Sentai Gekiranger vs. Boukenger como Masumi Inou/Bouken Black (Toei, 2008)
- Kamen Rider Den-O: Ore, Tanjo! as Newt Imajin (dubladora) (Toei, 2007)
- Ai no Kotodama como Tachibana Miyako (Frontier Works, 2007)
- SS como Akira (Toho, 2008)
- Takumi-kun: Soshite, Harukaze ni Sasayaite (2008)

- Love Place (2013)

### Teatro
- The Prince of Tennis Musical: The Progressive Match Higa Chuu feat. Rikkai - Rin Hirakoba (2007)
- Magdala na Maria Musical (2009) como Clara
- Air Gear Musical 3: Top Gear Remix- Aeon Clock (2010)
- Saint Seiya Super Musical - Lyra Orpheus (2011)